# آلي واقعي
آلي واقعي (باليابانية: リアルロボット وبالإنجليزية: Real Robot) هو وصف يعبر عن نوعية آلي الميكا العملاق الذي يظهر في قصص المانغا أو في مسلسلات الأنمي. يتميز الآلي الواقعي - من اسمه - بواقعية أكثر من قرينه الآلي الخارق، فأسلحته مستمدة من التقنيات البشرية كإشعاعات الليزر والمدافع والسيوف الإشعاعية أو المعدنية، وأغلب الآليين الواقعيين يحملون ترسا لصد هجمات العدو. الخلفيات التاريخية للآلي الواقعي – وملاحه – تكون واضحة المعالم، فعظم الآليين الواقعيين تصنعهم الجهات العسكرية على خط الإنتاج الشامل بعد المرور بسلسلة اختبارات على نماذجها الأصلية (فتشبه بتصنيعها صناعة السيارات)، ويتم التصنيع بالتعاون مع جهات تجارية مختصة قد تكون من نفس بلد التصنيع أو بالتعاون مع عدة بلدان، أما ملاح الآلي الواقعي فيكون جنديا - غالبا - في المنظمة العسكرية لبلده، ويكون قد خضع لتدريبات خاصة لقيادة الآلي.
يقابل تصنيف الآلي الواقعي للميكا تصنيف الآلي الخارق.